# Project SCORE
Project SCORE è stato il primo satellite per telecomunicazioni. Fu lanciato dagli USA il 18 dicembre 1958 con un razzo vettore Atlas da Cape Canaveral Air Force Station. Il nome SCORE era un acronimo che significava Signal Communication by Orbiting Relay Equipment (in italiano: segnale di comunicazione mediante un'attrezzatura di trasmissione orbitante). Il satellite fu patrocinato da una nuova agenzia governativa, l'Advanced Research Project Agency (ARPA), poi divenuta Defense Advanced Research Projects Agency (DARPA) e fu realizzato sulla base di studi condotti dall'Air Force Ballistic Missile Division.
Il satellite SCORE pesava 70 kg e fu integrato nella carenatura posta sull'ultimo stadio del razzo Atlas. Il satellite entrò quindi in orbita restando attaccato all'ultimo stadio del razzo, permettendo così agli Americani di asserire di avere messo in orbita un satellite di quasi 4 tonnellate, recuperando prestigio dopo i successi conseguiti dall'URSS con i satelliti Sputnik. Il sistema di comunicazione del satellite fu realizzato dal Signal Research and Development Laboratory dell'U.S. Army ed era basato su un normale sistema di comunicazione utilizzato dall'Esercito, con alcune modifiche. 
Le stazioni terrestri coinvolte nell'esperimento erano quattro e si trovavano in Georgia, Texas, Arizona e California. I ripetitori collocati sul satellite ricevevano i segnali da una stazione terrestre, li amplificavano e li ritrasmettevano a terra. Il satellite aveva quattro antenne, due per la ricezione e due per la trasmissione; le batterie di alimentazione del sistema avevano una durata di 12 giorni. Sul satellite si trovavano anche due nastri magnetici registrati, ciascuno dei quali con una durata di quattro minuti, che trasmettevano in onde corte un messaggio con gli auguri di Natale del presidente Dwight D. Eisenhower; fu la prima volta che una voce umana venne trasmessa dallo spazio al mondo sottostante.